# 北海道美唄工業高等学校
北海道美唄工業高等学校（ほっかいどうびばいこうぎょうこうとうがっこう、Hokkaido Bibai Technical High School）は、北海道美唄市にあった公立（道立）の工業高等学校。通称は「美工」。
所在地の周辺の空知郡は当時国内有数の鉱山地帯であることから、採鉱科を有する北海道庁立の工業学校として発足した。その後、時代の要請にこたえ学科も充実し、電気科、機械科、土木科、建設機械科、鉱山機械科からなる道央圏の工業教育拠点となった。卒業生は1万名以上を数え、北海道内の中堅技術者や事業主として活躍している。
しかし、地元工業界の変遷や少子化等の影響から、徐々に閉科し、北海道内高等学校再編計画の一環で、美唄高等学校との統合により美唄尚栄高等学校が開校することになり、2013年3月をもって閉校した。
その後、校舎がしばらく存置された後、体育館と一部校舎を残して解体され、残った体育館等は、美唄体育センターとして使用されている。

## 象徴
校章
背景に雪の結晶（雪華模様）を用い、中央部分の黒色は石炭を、雪華模様の先端にハンマーを模している。その中心に工業の頭文字である「工」を据えている。
校歌
作詞：今井鴻象 作曲：加藤愃三

## 設置学科
- 全日制課程
  - 電子機械科
  - 電気システム科
  - 建築科

## 沿革
- 1941年 - 北海道庁立美唄工業学校として開校。機械科、電気科、採鉱科を設置。
- 1947年 - 北海道立美唄工業学校と改称。
- 1948年 - 北海道立美唄工業高等学校と改称。
- 1950年 - 北海道美唄工業高等学校と改称。
- 1951年 - 建築科、土木科を設置。美唄市立茶志内中学校内に茶志内分校を設置。
- 1953年 - 定時制機械科を設置。
- 1956年 - 図書館を竣工。
- 1960年 - 建設機械科を設置。
- 1962年 - 採鉱科を鉱山機械科に転科。
- 1969年 - 定時制機械科、鉱山機械科、土木科を募集停止。
- 1972年 - 体育館を竣工。
- 1991年 - 美工記念会館を竣工。
- 1992年 - 建設機械科を募集停止。
- 1993年 - 機械科を電子機械科に転科。
- 2011年 - 北海道美唄高等学校との統合に伴い、生徒募集停止。
- 2013年 - 閉校。

## 部活動
全国大会に出場していたのは男子バスケットボール部、陸上部、スキー部など
そのほか、野球部も全道大会に20回以上出場しているが北海の厚い壁にたびたび阻まれ全国大会出場はない。
弓道部に於いては、１０年連続全道大会に出場。北海を破り、個人・団体での全国大会出場している。
サッカー部は全道選手権大会で優勝(1956,1958,1961,1962,)4回、準優勝(1960)1回、ベスト8(1957,1965,1971)3回の成績を残している。
インターハイ北海道予選でも、優勝(1966,1969)2回、ベスト8(1970,1971)2回と全国大会で活躍する名門で同校出身の指導者が道内各地で活躍していた。

### 体育系
- O・D・S部
- 野球部
- 陸上競技部
- 柔道部
- 卓球部
- バレーボール部
- バスケットボール部
- ソフトテニス部
- 弓道部
- 剣道同好会
- サッカー同好会
- バドミントン同好会
- スキー部
- 山岳部
- レスリング部

### 文化系
- 情報技術研究会
- 計算技術部
- 写真部
- 美術部
- パソコン同好会
- 化学部
- ラジオ部
- 英語部
- 音楽部
- 自動車同好会
- 囲碁将棋同好会

## 主な出身者
- 草苅敏夫 - 工学者、釧路工業高等専門学校教授
- 井幡修一 - 岩見沢市議会議員
- 阿部義一 - 美唄市議会議員
- 斉藤且 - 三笠市議会議員、公明党三笠支部長
- 広島雄偉 - 美唄市議会議員
- 村上勝則 - 元岩見沢市議会議長、元岩見沢市議会議員(5期)
- 鎌田誠 - 元レスリング選手、元岩見沢市議会議員、実業家

## 過去の教職員
- 桜井修次 - 建築科教諭